# DOWAハイテック
 DOWAハイテック株式会社 （どうわハイテック、英: DOWA HIGHTECH CO.,LTD.）は、埼玉県本庄市に本社を置くケミカル品の製造とめっき加工を行う企業である。DOWAエレクトロニクスとDOWAメタルテックの関連会社である。電池材料の製造は世界トップシェアを誇る。